# Lista de presidentes da Argélia
Esta é uma lista dos chefes de Estado da Argélia desde que o país conquistou a independência em 1962, no final da Guerra da Argélia.
Segundo o Programa de Trípoli, que serviu como constituição da Argélia quando esta tornou-se independente da França, ficou estabelecido que o presidente seria o chefe de estado do país, enquanto um primeiro-ministro assumiria a função de chefe de governo. Manobras políticas internas resultaram em uma nova constituição em 1963, que aboliu o cargo de primeiro-ministro e concentrou os poderes no presidente.
Durante as primeiras quatro décadas, o governo foi controlado por um governo de partido único, a FLN, e a presidência foi ocupada por uma sucessão de ditadores oriundos do partido: Ahmed Ben Bella, Houari Boumédiène e Chadli Bendjedid. No fim da década de 1980, houve uma liberalização do regime, e outros partidos surgiram.
Entretanto, quando a Frente Islâmica de Salvação venceu as eleições de 1991, os militares forçaram Chadli Bendjedid a dissolver o parlamento e a renunciar em 11 de janeiro de 1992. Os militares tomaram o poder e estabeleceram um Alto Conselho de Estado com 5 membros, que indicou Mohammad Boudiaf como presidente para ocupar o poder durante um período de transição de três anos até novas eleições. Boudiaf, porém, foi assassinado, e sucedido por Ali Kafi, enquanto o país mergulhava numa guerra civil. Kafi foi substituído em 1994 por Liamine Zéroual, que convocou eleições e as ganhou em 1995. Ele convocou novas eleições em 1999, que foram vencidas por Abdelaziz Bouteflika.

## Lista de chefes de estado da Argélia
| Nº                                         | Nome (Vida) | Retrato | Eleição             | Mandato                | Mandato                                  | Partido Político |
| ------------------------------------------ | --- | ------- | ------------------- | ---------------------- | ---------------------------------------- | ---------------- |
| —                                          | Abderrahmane Farès (Presidente do Executivo Provisório) (1911-1991)                                                 |         | -                   | 13 de abril de 1962    | 25 de setembro de 1962                   | FLN              |
| —                                          | Ferhat Abbas (Presidente da Assembleia Nacional) (1899-1985)                                                        |         | -                   | 25 de setembro de 1962 | 15 de setembro de 1963                   | FLN              |
| 1                                          | Ahmed Ben Bella (Presidente da República) (1916-2012)                                                               |         | 1963                | 15 de setembro de 1963 | 19 de junho de 1965 (Deposto)            | FLN              |
| —                                          | Houari Boumédiène (Presidente do Conselho Revolucionário;até 1976) (Presidente da República;Desde 1976) (1932-1978) |         | -                   | 19 de junho de 1965    | 10 de setembro de 1976 (Morreu no Cargo) | Militar FLN      |
| 2                                          | Houari Boumédiène (Presidente do Conselho Revolucionário;até 1976) (Presidente da República;Desde 1976) (1932-1978) | 1976    |                     | 19 de junho de 1965    | 10 de setembro de 1976 (Morreu no Cargo) | Militar FLN      |
| —                                          | Rabah Bitat (Interino) (1925-2000)                                                                                  |         | -                   | 27 de setembro de 1978 | 11 de fevereiro de 1979                  | FLN              |
| 3                                          | Chadli Bendjedid (Presidente da República) (1929-2011)                                                              |         | 1979 1984 1988      | 9 de fevereiro de 1979 | 11 de janeiro de 1992 (Renunciou)        | FLN              |
| —                                          | Abdelmalek Benhabyles (Presidente do Conselho Constitucional) (1921-2018)                                           |         | -                   | 11 de janeiro de 1992  | 14 de janeiro de 1992                    | FLN              |
| 4                                          | Mohamed Boudiaf (Presidente do Alto Conselho do Estado) (1919-1992)                                                 |         | -                   | 14 de janeiro de 1992  | 29 de junho de 1992 (Assassinado)        | PRS              |
| Vacante (29 de junho - 2 de julho de 1992) | |         |                     |                        |                                          |                  |
| 5                                          | Ali Kafi (Presidente do Alto Conselho de Estado) (1928-2013)                                                        |         | -                   | 2 de julho de 1992     | 31 de janeiro de 1994                    | FLN              |
| —                                          | Liamine Zéroual (Presidente da República) (n.1931)                                                                  |         | -                   | 31 de janeiro de 1994  | 27 de novembro de 1995                   | Independente     |
| 6                                          | Liamine Zéroual (Presidente da República) (n.1931)                                                                  | 1995    |                     | 31 de janeiro de 1994  | 27 de novembro de 1995                   | Independente     |
| 7                                          | Abdelaziz Bouteflika (Presidente da República) (1937-2021)                                                          |         | 1999 2004 2009 2014 | 27 de janeiro de 1999  | 2 de abril de 2019 (Renunciou)           | FLN              |
| -                                          | Abdelkader Bensalah (Chefe de Estado Interino) (1941-2021)                                                          |         | -                   | 9 de abril de 2019     | 19 de dezembro de 2019                   | RDN              |
| 8                                          | Abdelmadjid Tebboune (Presidente da República) (n.1945)                                                             |         | 2019                | 19 de dezembro de 2019 | Presente                                 | FLN              |